# Cleptometopus invitticollis
Cleptometopus invitticollis là một loài bọ cánh cứng trong họ Cerambycidae.